# 이토 기요시
이토 기요시(일본어: 伊藤 清, 1915년 9월 7일 ~ 2008년 11월 10일)는 일본의 수학자이다. 응용수학에서 큰 업적을 남겼으며, 그의 이론은 금융계까지 큰 영향을 끼쳤다. 또한 확률미적분학을 창시하였다.

## 약력
이토 기요시는 도쿄 대학에서 수학을 전공하였으며 23살에 졸업하였다. 그 후 일본 통계청에서 근무하며, 그의 이론들을 발전시켜 나갔다. 1939년 결혼하여 세 명의 딸이 있으며, 1940년과 1942년 그는 "콤팩트 군에서의 확률분포"와 "확률 과정과 무한 가분성"이라는 두 편의 논문을 발표하였다. 오늘날 이 두 논문은 매우 중요한 논문으로 평가받고 있으나 정작 당시 일본에서는 제대로 평가받지 못하였다. 또한 확률 과정에 관련하여 확률미적분학과 확률미분방정식에 관련된 논문을 각각 1944년과 1946년 공개하였으며, 이 논문으로 이토 기요시를 수학계에서는 확률미적분학의 창시자로 보고있다. 1945년 박사학위를 취득하고, 1952년 교토대학의 교수가 됐다. 그리고 이어서 프린스턴 고등연구소와 코넬 대학교, 오르후스 대학교에서의 연구에 참여하게 됐다.
그의 가장 큰 업적은 흔히 브라운 운동을 묘사할 수 있는 것으로 유명한 확률미적분학으로, 이는 오늘날 자연과학과 경제학에서 매우 중요하게 다뤄진다. 특히, 이 이론은 블랙-숄즈 방정식의 토대가 되는 이론으로 유명하다. 그 밖에 그는 모국어 이외 영어, 불어, 독일어, 중국어에도 능한 것으로도 알려져 있다.

## 수상 경력
1987년 울프 수학상을 수상하였으며, 1998년 교토상, 2006년 가우스상을 수상하였으며, 취리히 연방 공과대학교의 명예박사를 얻었다.

## 저서
- Diffusion processes and their sample paths, Springer, 1965, 1974
- Lectures on stochastic processes, Springer 1984
- Selected papers, Springer 1987
- Stochastic processes, Springer 2004

## 같이 보기
- 이토 적분
- 이토 확률 과정
- 이토의 보조정리
- 블랙-숄즈 모형